# Adolphe Petit
Pour les articles homonymes, voir Petit.
Le vénérable Adolphe Petit, né le 22 mai 1822 à Gand (Belgique) et décédé le 20 mai 1914 à Tronchiennes, Gand (Belgique), est un prêtre jésuite belge, guide spirituel, prédicateur et directeur de retraite spirituelles de renom.

## Biographie

### Jeunesse et formation
Né dans la pauvreté, Adolphe Petit perd sa mère alors qu’il a cinq ans. À 12 ans il est apprenti chez un monteur de pianos. Comme son désir de devenir prêtre est évident certaines personnes s’intéressent à son éducation et lui paient des études au collège jésuite Sainte-Barbe de Gand. 
Le 25 septembre 1842, Petit entre au noviciat. À la fin du long parcours de formation jésuite il termine par une brillante défense de thèse en théologie et est ordonné prêtre à Louvain le 15 septembre 1855. 

### Directeur spirituel
À la fin de son Troisième An, il est professeur au collège Saint-Michel de Bruxelles et bientôt guide spirituel des jeunes jésuites de Namur (en 1860). 
Il accompagne la délégation belge qui participe à Rome, en 1865, à la béatification de Jean Berchmans, un jeune saint belge de Diest. 
À son retour en Belgique, il est nommé instructeur du Troisième An, par décision personnelle du supérieur général, Pierre Beckx. Il le restera 20 ans et, doué pour l’écoute attentive et sympathique comme pour la direction spirituelle personnalisée, il marquera plusieurs générations de jésuites belges et étrangers. La maison de Tronchiennes, dont il est également le recteur de 1870 à 1875, sera sa résidence jusqu’à la fin de sa vie.  Chaque année, à partir de 1866, il y organise des retraites collectives pour laics, dans l'esprit des Exercices spirituels de Saint Ignace. Le succès va grandissant: de 177 participants en 1877 le nombre augmente jusque 200 en 1884.  D'autres centres similaires sont ouverts à Liège et Fayt-lez-Manage. 

### L’œuvre du Calvaire
Lorsqu’il est libéré de cette fonction (en 1885) il se consacre entièrement à donner les Exercices Spirituels et à la prédication. Voyageant dans toute la Belgique et dans le nord de la France, il guide spirituellement de nombreux prêtres, laïcs et religieuses. Sa foi profonde et doctrine sure, alliées à une finesse de perception humaine et un style de vie très simple lui acquièrent une grande réputation et influence dans les classes moyennes. 
Proche des pauvres et des démunis il fonde à Bruxelles, le 8 décembre 1886, l’œuvre du Calvaire : un groupe de « Dames du calvaire » et un hospice pour les malades et cancéreux incurables, une maison d’avant-garde dans le domaine de soins palliatifs.
Jusqu’à sa mort survenue le 20 mai 1914 il encourage et soutient l’Union sacerdotale du clergé par une correspondance spirituelle abondante avec de nombreux membres du clergé diocésain.

## Procès en vue de sa béatification
Après sa mort un mouvement de dévotion spontanée se développe parmi ceux qui furent ses retraitants, et ses confrères jésuites. Plusieurs livres et brochures sont publiés. La cause de sa béatification est introduite à Rome en 1937. Son cercueil est ouvert en 1938. Le corps s’y trouve dans un état de conservation remarquable, ce qui est perçu comme signe de sainteté. Les restes sont transférés dans une chapelle de l’abbaye de Tronchiennes.
Le 15 décembre 1966, Adolphe Petit est déclaré « Vénérable ». Cependant la dévotion populaire pour Adolphe Petit ayant fort baissé, la cause de sa béatification n’est plus poursuivie. Le processus semble s'être arrêté en 1992, sans que la cause soit abandonnée.  

## Écrits
- Sacerdos rite institutus piis exercitationibus menstruae recollectionis, 5 vol., Bruges, 1888–98
- Templum spirituale sacerdotis..., 2 vol., Bruges, 1902
- Mon navire. Souvenirs de mes retraites, Paris, 1912. Traduit en anglais (My bark, B. Herder, Londres, 1914) et en néerlandais (Mijn ziele-schip, 1934)